# 广东实验中学金湾学校附属初中
广东实验中学金湾学校附属初中／珠海市广东实验中学金湾学校附属初中（简称省实金湾初中），位于中国广东省珠海市金湾区，是一所直屬于珠海市金湾区教育局的一间公立全日制初级中学，是在2020年由珠海市金湾区人民政府与广东实验中学合作创办，校务由广东实验中学派驻团队管理，現為广东省义务教育标准化学校。截至2021年，学校校园占地面积超过3万平方米，共有在校学生约400人，教职工约50人。

## 校史
2018年，金湾区决定举办并兴建珠海市金湾区航空新城中学，后决定交由广东实验中学管理。
2018年11月8日，珠海市金湾区政府与广东实验中学在省实珠海金湾学校签订合作办学框架协议，宣布共同举办广东实验中学金湾学校附属初中。
2020年9月1日，广东实验中学金湾学校附属初中举行了学校第一次开学典礼，首批175名新生暂时在珠海市金湾区红旗中学上课。学校在事业单位系统中登记名为“珠海市广东实验中学金湾学校附属初中”，但学校官方以及校门牌匾则称为“广东实验中学金湾学校附属初中”。
2021年4月21日，广东实验中学金湾学校附属初中举行校区启用仪式，全校师生正式迁入新校址。

## 行政管理

### 现任领导
- 校长：刘军涛
- 副校长：阮文静、郑新铭